# Sigmoria macra
Sigmoria macra är en mångfotingart som först beskrevs av Chamberlin 1939.  Sigmoria macra ingår i släktet Sigmoria och familjen Xystodesmidae. Inga underarter finns listade i Catalogue of Life.